# کهکشان خالی
کهکشان خالی (انگلیسی: Void galaxy) کهکشانی است که در یک ناحیه پوچ کیهانی قرار دارد. کهکشان‌های کمی در چنین حفره‌هایی وجود دارند. بیشتر آنها در ورق‌ها، دیوارها و رشته‌هایی قرار دارند که حفره‌ها و سوپرحفره‌ها را احاطه کرده‌اند. بسیاری از کهکشان‌های خالی از طریق رشته‌های خالی یا پیچک‌ها، نسخه‌های سبک‌وزن رشته‌های کهکشانی معمولی که حفره‌ها را احاطه کرده‌اند، به هم متصل می‌شوند. این رشته‌ها به دلیل عدم نفوذ رشته‌های اطراف، اغلب صاف‌تر از همتایان معمولی خود هستند. این رشته‌ها حتی می‌توانند به اندازه کافی غنی باشند که گروه‌های ضعیفی از کهکشان‌ها را تشکیل دهند. تصور می‌شود که خود کهکشان‌های خالی نمونه‌های بکر تکامل کهکشانی را نشان می‌دهند که همسایگان کمی دارند و احتمالاً از گاز بین کهکشانی خالص تشکیل شده‌اند.

## شکل‌گیری
بسیاری از اخترفیزیکدانان این نظریه را مطرح می‌کنند که کهکشان‌های خالی نتیجه رشته‌های کهکشانی بزرگی هستند که در اثر گرانش یک ابر خوشه بزرگ از مناطق کم‌تراکم جمعیت بیرون کشیده می‌شوند و رشد حفره‌هایی مانند خلاء بوتس را سبب می‌شوند. کهکشان‌هایی مانند MCG+01-02-015 گاهی از چنین رویدادهایی عقب می‌مانند.